# Molí de la Guàrdia
El Molí de la Guàrdia era un molí fariner del municipi de la Baronia de Rialb (Noguera) inclòs en l'Inventari del Patrimoni Arquitectònic de Catalunya.
Era un molí molt ben conservat amb tres enormes desaigües amb volta de canó, el que feia pensar amb tres moles que funcionaven directament de rec, és a dir, sense cacau.